# Economia baseada em recursos
Uma economia baseada em recursos (naturais) é aquela de um país cujo produto interno bruto em grande parte vem de recursos naturais . 